# Pavel Kadeřábek
Pavel Kadeřábek, född 25 april 1992, är en tjeckisk fotbollsspelare som spelar för 1899 Hoffenheim. Han spelar även för Tjeckiens landslag.

## Klubbkarriär
Den 17 juni 2015 värvades Kadeřábek av tyska 1899 Hoffenheim, där han skrev på ett fyraårskontrakt. Den 10 augusti 2018 förlängde Kadeřábek sitt kontrakt i klubben fram till 2023.

## Landslagskarriär
Kadeřábek landslagsdebuterade för Tjeckien den 21 maj 2014 i en vänskapsmatch mot Finland. Han gjorde sitt första landslagsmål den 16 november 2014 mot Island.